# Горішній Главанак
Горішній Главана́к (болг. Горни Главанак) — село в Хасковській області Болгарії. Входить до складу общини Маджарово.

## Населення
За даними перепису населення 2011 року у селі проживали 38 осіб, з них 36 осіб (94,7%) — турки.
Розподіл населення за віком у 2011 році:
Динаміка населення: